# رفاعي سرور
رفاعي سرور جمعة مفكر وكاتب إسلامي (1947 - 21 فبراير 2012) ولد في الإسكندرية، يعتبر من الرعيل الأول لحركات السلفية الجهادية، كان رفاعي ضمن المتهمين الرئيسين في القضية المعروفة باسم «قضية تنظيم الجهاد» إثر اغتيال الرئيس السادات عام 1981 وتم الحكم عليه بالسجن 3 سنوات. له العديد من الكتب والمؤلفات، وتوفي عام 2012.

## حياته
دخل السجون المصرية مرات عديدة، فكان ضمن الإسلاميين المتهمين في القضية رقم 462 لسنة 1981 حصر أمن دولة عليا المعروفة باسم قضية تنظيم الجهاد، ثم خرج وعكف علي الكتابة، ثم سجن مرة آخري عام 2005.

## كتاباته
- أصحاب الأخدود، وكان قد كتب هذا الكتاب وعمره 18 عامًا، متأثرًا بإعدام سيد قطب.
- حكمة الدعوة
- بيت الدعوة
- قدر الدعوة
- في النفس والدعوة
- عندما ترعى الذئاب الغنم
- علامات الساعة (دراسة تحليلية)
- التصور السياسي للحركة الإسلامية
- المسيح بن مريم - تصور سلفي
- حماية الدين من التحريف
- سورة الدخان (دراسة في علم المناسبة)
- نقد عقيدة الكفارة[4][5]

## وفاته
توفي في 21 فبراير 2012، وحضر الجنازة حشد كبير والعديد من الشيوخ والسياسيين أمثال حازم صلاح أبو إسماعيل ومحمد البلتاجي وحافظ سلامة، ونعت الجبهة السلفية بمصر وفاته. ونعاه أيمن الظواهري في مقطع مصور من إنتاج مؤسسة السحاب الإعلامية التابعة لتنظيم القاعدة.

## أبناؤه
لرفاعي سرور ستة أبناء هم:
- عمر رفاعي سرور، قيادي في مجلس شورى مجاهدي درنة، ثم أنصار الشريعة في درنة قُتل في 11 يونيو 2018 أثناء الاشتباكات مع قوات خليفة حفتر،[9] اتهم قضائيًا بالانضمام لتنظيم أنصار بيت المقدس، وصدر ضده حكم غيابى بالسجن 15 عامًا في قضية معروفة إعلاميًا بقضية «خلية مدينة نصر».[7]
- يحيي رفاعي سرور، قيادي بالجبهة السلفية، وكاتب إسلامي له العديد من المنشورات المهتمة بالحركة الإسلامية بطباع فلسفي نقدي.[10]
- ولاء رفاعي سرور.
- ياسر رفاعي سرور.
- رقية رفاعي سرور.
- أسماء رفاعي سرور.[9]